# Liste der Biografien/Lini
Liste der Biografien |
Portal Biografien |
Personensuche
# |
A |
B |
C |
D |
E |
F |
G |
H |
I |
J |
K |
L |
M |
N |
O |
P |
Q |
R |
S |
T |
U |
V |
W |
X |
Y |
Z |
?
 
La |
Lb |
Lc |
Le |
Lg |
Lh |
Li |
Lj |
Ll |
Lm |
Lo |
Lp |
Lt |
Lu |
Lv |
Lw |
Lx |
Ly |
Lz
 
Lia |
Lib |
Lic |
Lid |
Lie |
Lif |
Lig |
Lih |
Lii |
Lij |
Lik |
Lil |
Lim |
Lin |
Lio |
Lip |
Liq |
Lir |
Lis |
Lit |
Liu |
Liv |
Liw |
Lix |
Liy |
Liz
 
Lina |
Linb |
Linc |
Lind |
Line |
Linf |
Ling |
Linh |
Lini |
Linj |
Link |
Linl |
Linn |
Lino |
Linp |
Lins |
Lint |
Linu |
Linv |
Linw |
Linx |
Liny |
Linz
Die Liste der Biografien führt alle Personen auf, die in der deutschsprachigen Wikipedia einen Artikel haben. Dieses ist eine Teilliste mit 18 Einträgen von Personen, deren Namen mit den Buchstaben „Lini“ beginnt.

## Lini
- Lini, Franco († 1996), italienischer Journalist
- Lini, Ham (* 1951), vanuatuischer Politiker
- Lini, Hilda (1954–2025), vanuatuische Politikerin und JournalistinHilda Lini (1954–2025)

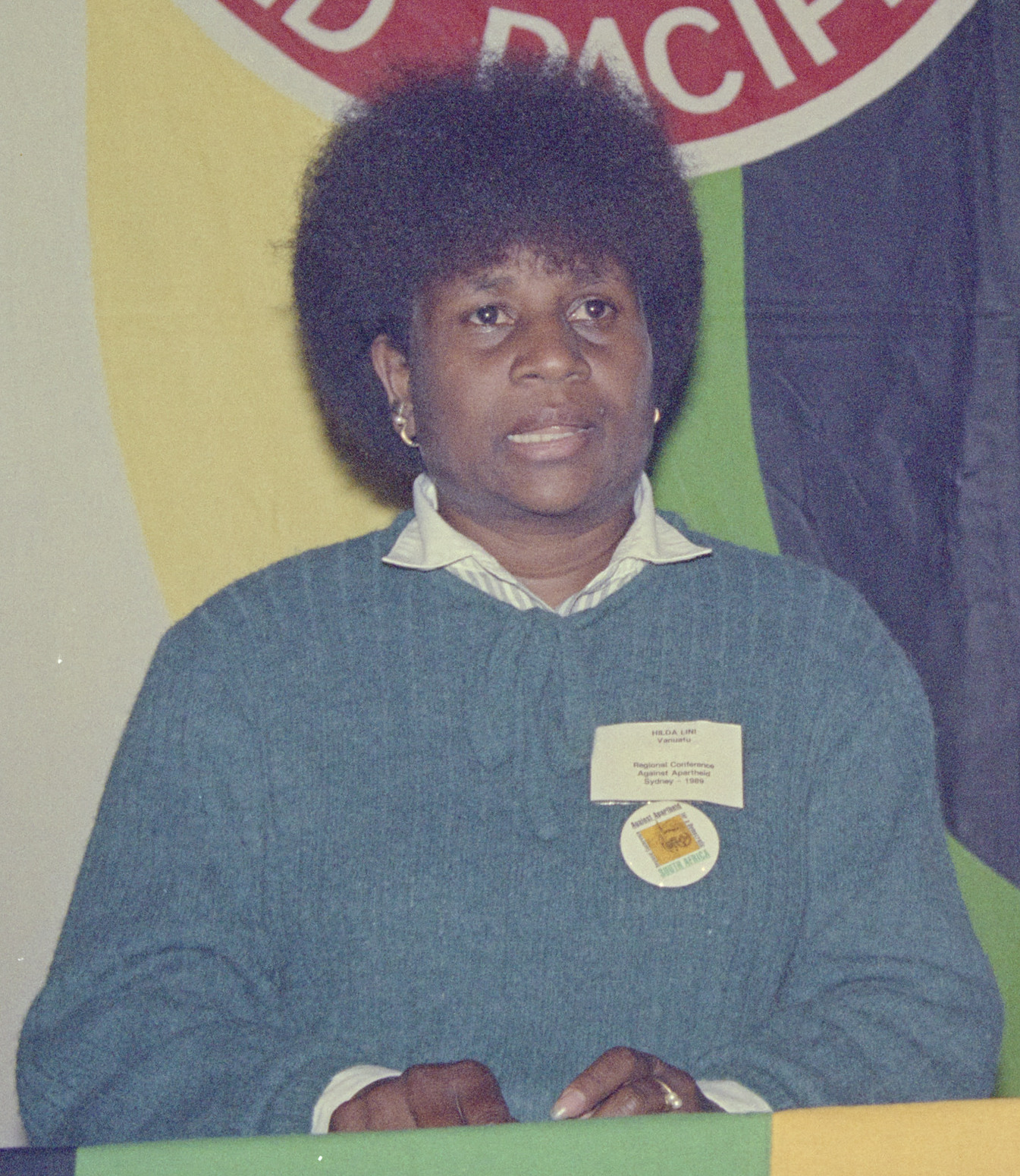
Hilda Lini (1954–2025)

- Lini, Walter Hadye (1942–1999), vanuatuischer Politiker, Premierminister (1980–1991)

### Linia
- Linial, Nati (* 1953), israelischer Informatiker

### Linic
- Linicus, Kurt Matthias (1921–2018), deutscher Politiker (CDU), Vorstandsmitglied der SOS-Kinderdörfer

### Linie
- Liniers, Santiago de (1753–1810), französischer Offizier und Vizekönig des Vizekönigreiches Rio de la Plata

### Linig
- Liniger, Manuel (* 1981), Schweizer Handballspieler
- Liniger, Michael (* 1979), Schweizer Eishockeyspieler
- Liniger, Walter (* 1949), US-amerikanisch-schweizerischer Bluesmusiker und Hochschullehrer
- Liniger, Werner (1927–2017), US-amerikanischer Mathematiker schweizerischer Herkunft
- Liniger-Imfeld, Margrit (1917–2010), Schweizer Frauenrechtlerin
- Linighan, Andy (* 1962), englischer Fußballspieler

### Linik
- Linike, Johann Georg († 1762), deutscher Violinist, Kapellmeister und Komponist

### Linin
- Lining, Antonio (* 1963), philippinischer Poolbillardspieler
- Lining, John (1708–1760), schottisch-US-amerikanischer Arzt und Naturforscher
- Linington, Elizabeth (1921–1988), US-amerikanische Krimischriftstellerin

### Linit
- Linitschuk, Natalja Wladimirowna (* 1956), russische Eiskunstläuferin